# Caudron C.460

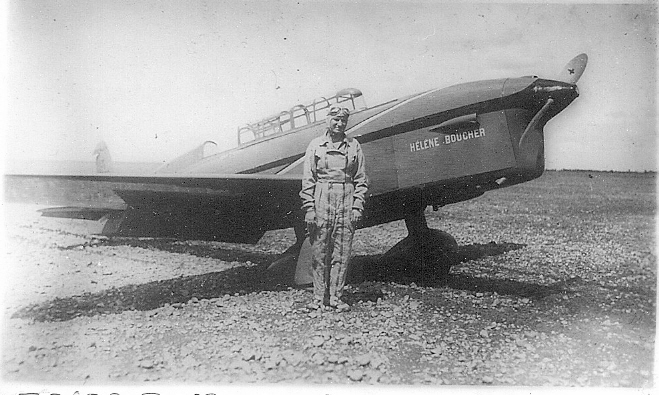
Caudron C.450 Rafale

Die Caudron C.460 war ein Flugzeug des französischen Herstellers Caudron in Issy-les-Moulineaux (Seine). Varianten dieser Konstruktion waren die Caudron C.450 mit festem Fahrwerk und die Weiterentwicklung Caudron C.461.
Es handelte sich um einen einsitzigen, einmotorigen Tiefdecker mit einziehbarem Spornfahrwerk, der speziell für Geschwindigkeitsrennen gebaut worden war.
Die Auslegung geht auf die Caudron C.362 zurück, die 1933 einen zweiten Platz beim Rennen Coupe Deutsch de la Meurthe erringen konnte. Der Konstrukteur Marcel Riffard verbesserte den Entwurf und baute ein Einziehfahrwerk ein. Insgesamt wurden wenigstens drei dieser Flugzeuge gebaut, um beim Coupe Deutsch 1934 eingesetzt werden zu können. Die Maschine bestand weitestgehend aus Holz. Die Beplankung der Rumpfoberseite und des Bugs bestand aus Magnesiumblech, der Rest war mit Leinwand bespannt. Der Oberteil des Seitenleitwerks und die Tragflächen waren mit Holz beplankt. Die zweiholmigen Tragflächen hatten eine Profildicke von 13 % und waren mit einem Anstellwinkel von 2° angebaut. Die Gelenke von Querrudern und Landeklappen waren an Hilfsholmen befestigt. Da sich die Trimmung beim Betätigen der Landeklappen stark veränderte, wurde das Höhenleitwerk automatisch nachgestellt. Entsprechend der geplanten Verwendung wurde ein Sechszylinder-Reihenmotor von Peugeot mit einem Hubraum von 8 Litern und einer Leistung von 300 PS bei 2900/min−1 (kurzzeitig waren 325 PS bei 3250/min−1 möglich) als Antrieb ausgewählt. Diese Hubraumgröße war in den Wettbewerbsbestimmungen als Obergrenze festgelegt. Weitere besondere Konstruktionsmerkmale waren neben dem Einziehfahrwerk die Verwendung einer Verstellluftschraube mit zwei Stellungen, die über eine Stauscheibe fahrtwindabhängig betätigt wurde, und ein widerstandsarmer Oberflächenölkühler unterhalb des Motors. Das von Charlestop gelieferte Einziehfahrwerk befriedigte aber nicht, so dass die Maschinen im Rennen von 1934 mit festgelegtem und verkleidetem Fahrwerk starten mussten. Die zu diesem Zeitpunkt als Caudron C.450 gebaute Ausführung, die von vornherein ein festes Fahrwerk hatte, konnte sich dabei in die Siegerliste eintragen. Eine C.460 mit Albert Monville am Steuer kam auf den dritten Platz. Die erreichten Geschwindigkeiten von über 400 km/h gaben Anlass zur Hoffnung, mit einer speziell präparierten Maschine den bestehenden Weltrekord für Landflugzeuge überbieten zu können.
Dazu wurde das Charlestop-Fahrwerk gegen eines von Messier getauscht und in die Werknummer 690.7 ein Renault-428-Motor mit 370 PS bei 3200/min−1 eingebaut. Mit dieser Maschine startete Raymond Delmotte am 25. September 1934 in Istres zu einem erfolgreichen Weltrekordflug. Dabei erreichte er eine Geschwindigkeit von 505,848 km/h. 1935 erzielten zwei mit auf 330 PS Dauerleistung gebrachten 8-Liter-Triebwerken versehene Maschinen beim Coupe Deutsch einen Doppelsieg, der durch den dritten Platz einer C.450 abgerundet wurde. Im Verlauf des Jahres konnten weitere Weltrekorde über verschiedene Distanzen erflogen werden, wobei auf langen Strecken ein zusätzlicher Ölkühler neben dem Motor montiert wurde. Die Werknummer 690.9 mit Michel Détroyat, dem Chefpiloten von Morane-Saulnier, wurde 1936 in die USA gebracht, um an den National Air Races teilzunehmen. Die C.460 konnte dabei sowohl die Greve Trophy als auch die Thompson Trophy gewinnen, obwohl sie gegenüber dem Zweitplatzierten über weniger als dessen halbe Motorleistung verfügte.
Die Werknummern 690.7 und 690.8 wurden daraufhin für die Teilnahme am Coupe Deutsch 1936 an Bug, Cockpit und Seitenleitwerk modifiziert. Diese Maschinen erhielten die Bezeichnung Caudron C.461, blieben allerdings erfolglos. Sie dienten jedoch als Grundlage der Weiterentwicklung zur Caudron C.560.

## Technische Daten (Rekordausführung)

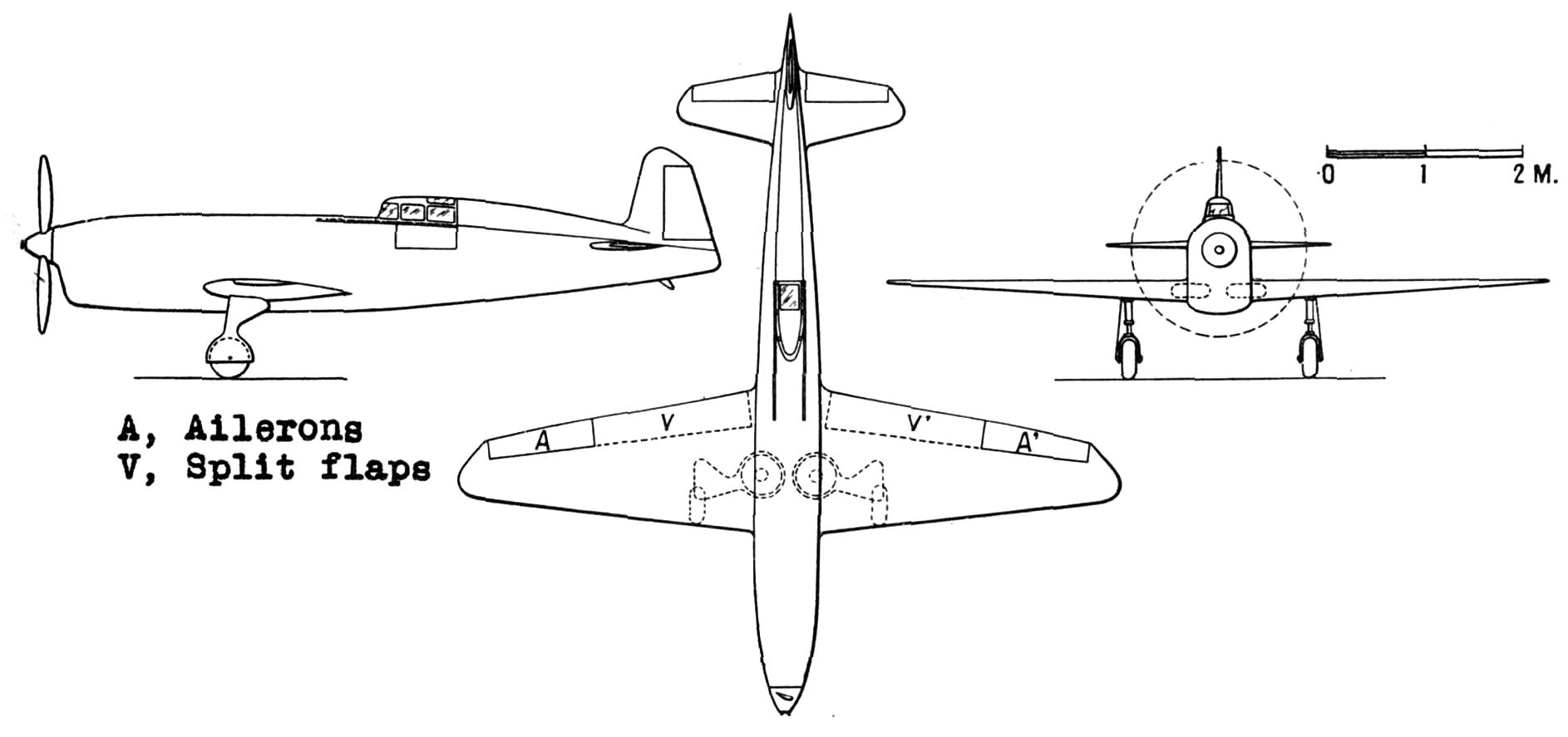
Dreiseitenriss

| Kenngrößen            | Daten                                                             |
| --------------------- | ----------------------------------------------------------------- |
| Besatzung             | 1                                                                 |
| Passagiere            | –                                                                 |
| Länge                 | 7,12 m                                                            |
| Spannweite            | 6,75 m                                                            |
| Höhe                  |                                                                   |
| Flügelfläche          | 7 m²                                                              |
| Flügelstreckung       | 6,5                                                               |
| Leermasse             | 590 kg                                                            |
| Startmasse            | 950 kg                                                            |
| Reisegeschwindigkeit  |                                                                   |
| Höchstgeschwindigkeit |                                                                   |
| Dienstgipfelhöhe      |                                                                   |
| Reichweite            |                                                                   |
| Triebwerke            | ein Sechszylinder-Reihenmotor Renault 428 mit 380 PS (ca. 280 kW) |

## Quelle
- Erich H. Heimann: Die schnellsten Flugzeuge der Welt. Motorbuchverlag, Stuttgart 1978, ISBN 3-87943-540-5.
- Weltrekordliste der FAI – Nur durch Anmeldung möglich (Seite nicht mehr abrufbar. Suche in Webarchiven)
- Weltrekordliste der FAI – Nur durch Anmeldung möglich (Seite nicht mehr abrufbar. Suche in Webarchiven)